# 13 Korpus Pancerny (ZSRR)
13 Korpus Pancerny (ros. 13-й танковый корпус) – jednostka pancerna Armii Czerwonej z okresu II wojny światowej.
13 Korpus Pancerny sformowany został na podstawie dyrektywy z 9 maju 1942. Początkowo dowodzony był gen. mjra Piotra Szurowa (zmarł w wyniku odniesionych ran), i podlegał 21 Armii. Uczestniczył w walkach przeciw armii niemieckiej w rejonie Charkowa, atakował m.in. VIII Korpus Piechoty, jednak ataki te zostały odparte. 13 KPanc. dowodzony przez gen. mjra Tanaszczyszyna przebił się do otoczonej 62 Armii i umożliwił jej udawe wyjście z okrążenia. Rozkazem z 1 stycznia 1943 13 Korpus Pancerny został przemianowany na 4 Gwardyjski Korpus Zmechanizowany.

## Dowódcy korpusu
- gen. mjr Piotr Szurow[2] (19.05.1942 – 02.07.1942†),
- płk Weniamin Buntman-Doroszkiewicz (2.07.1942 – 17.07.1942),
- gen. mjr Trofim Tanaszczyszyn 17.07.1942 – 09.01.1943.

Szef sztabu:
- płk Władimir Żdanow (19.05.1942 – 09.01.1943)[1].

## Struktura organizacyjna
Skład 1 lipca 1942:
- 65 Brygada Pancerna
- 85 Brygada Pancerna
- 88 Brygada Pancerna
- 20 Brygada Piechoty Zmotoryzowanej[1].